# 낸시 페냐
낸시 페냐(Nancy Peña, 1979년 8월 13일 ~ )는 툴루즈에서 태어난 프랑스의 여자 일러스트레이터이다. 브장송 도시에서 매우 활동적인 특히 유명하다.

## 생애
아버지는 모로코에서 (그 당시에 프랑스 식민지) 정착한 스페인의 이민자의 아들이다. 어머니는 프랑스에서 정착한 스페인 사람이다. 낸시는 지적 환경에서 문학과 예술에 의해 자라고 어린 시절을 보냈다. 카쌍에서는 예술과 공예를 공부하고 미술 교사가 되었다. 그릴 자유롭기 위해 2011년에 이 작품을 거절했다.
2003년 브장송에 스위스 기안자 기욤 롱을 만나고 그리고 그와 사랑에 빠져고 정착했다. 그들은 2012년에 헤어졌다.

## 주요 작품
- La montagne en marche. Pieds sous Terre, Frontignan 2006, ISBN 978-2-910431-93-8.
- Au point de devant. Boîte à bulles, Antony 2006, ISBN 978-2-84953-021-4.
- Au point d'entre-deux. Boîte à bulles, Antony 2007, ISBN 978-2-84953-051-1.
- Tea party. Dibbuks, Madrid 2009, ISBN 978-84-936880-3-5.
- Nancy Peña. Édition Charrette, Libourne 2012, ISBN 978-2-91547807-5.
- Raiponce. 형제 그림의 낸시 페냐에 의해 그림되었는 동화 . Tourbillon, Paris 2013, ISBN 978-2-84801-771-6.
- Madame: L’année du chat. Boîte à bulles, Saint-Avertin 2015, ISBN 978-2-84953-254-6.

## 수상 경력
- Le chat du kimono를 위해 최고 대본 (2008년)